# Vårdkasskäret
Vårdkasskäret är en ö i Finland. Den ligger i Norra kvarken och i kommunen Korsholm i den ekonomiska regionen  Vasa i landskapet Österbotten, i den västra delen av landet. Ön ligger omkring 25 kilometer norr om Vasa och omkring 390 kilometer norr om Helsingfors.
Öns area är 8,1 hektar och dess största längd är 450 meter i sydöst-nordvästlig riktning. Ön höjer sig omkring 10 meter över havsytan.